# Konstantine Kupatadze
Konstantine Kupatadze (ur. 28 kwietnia 1983 w Tbilisi) – gruziński bokser.

## Życiorys
Uczestniczył w Letnich Igrzyskach Olimpijskich w 2004, gdzie zajął 9 miejsce. Brązowy medalista Mistrzostw Europy w Boksie 2002 oraz Mistrzostw Europy w Boksie w 2004.